# 米埃勒
米埃勒（法語：Muel，法語發音：[mɥɛl]）是法国伊勒-维莱讷省的一个市镇，位于该省西部，属于雷恩区。

## 地理
米埃勒（48°7'38"N, 2°9'26"W）面积28.9 平方千米，位于法国布列塔尼大區伊勒-维莱讷省，该省份为法国西北部沿海省份，位于布列塔尼半岛东部，北濒大西洋，西接阿摩尔滨海省和莫尔比昂省，南至大西洋卢瓦尔省，西南端接曼恩-卢瓦尔省，东临马耶讷省，东北与芒什省接壤。
与米埃勒接壤的市镇（或旧市镇、城区）包括：孔科雷、布莱吕艾、加埃勒、潘蓬、圣马隆叙梅勒、圣莫冈、圣奥南拉沙佩勒。

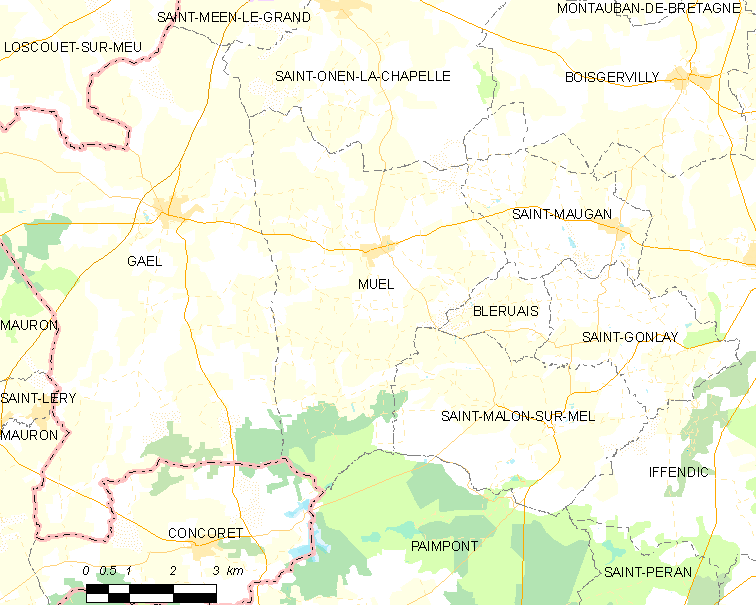
米埃勒的OSM定位图

米埃勒的时区为UTC+01:00、UTC+02:00（夏令时）。

## 行政
米埃勒的邮政编码为35290，INSEE市镇编码为35201。

## 政治
米埃勒所属的省级选区为布列塔尼地区蒙托邦县。

## 人口

1962-2008年间米埃勒人口变化图示

米埃勒于2022年1月1日时的人口数量为912人。